# Christopher Legh
Christopher (Chris) Legh (* 18. November 1972 in Melbourne) ist ein ehemaliger Triathlet aus Australien und zweifacher Ironman-Sieger (2000, 2004).

## Werdegang
Chris Legh startete 1989 bei seinem ersten Triathlon.
Im September 1996 bei der Triathlon-Weltmeisterschaft auf der Langdistanz wurde er Elfter und holte für Australien den Weltmeistertitel in der Team-Wertung, zusammen mit Greg Welch und Grant Webster.
Er ist sechsfacher australischer Triathlon-Meister. Im Mai 2012 wurde er Dritter bei der ITU-Weltmeisterschaft Cross-Triathlon. Der damals 43-Jährige beendete im November 2016 den New-York-City-Marathon in 2:34:19 Stunden.
Seit 2016 tritt Christopher Legh nicht mehr international in Erscheinung. Er lebt mit seiner Frau  in Melbourne und die beiden haben zwei Kinder.

## Sportliche Erfolge
| Datum/Jahr    | Rang | Wettbewerb                | Austragungsort          | Zeit     | Bemerkung                                                                        |
| ------------- | ---- | ------------------------- | ----------------------- | -------- | -------------------------------------------------------------------------------- |
| 29. Juli 2012 | 2    | Ironman 70.3 Calgary      | Calgary                 |          |                                                                                  |
| 15. Juli 2012 | 1    | Ironman 70.3 Lake Stevens | Washington              |          |                                                                                  |
| 27. Sep. 2009 | 2    | Ironman 70.3 Augusta      | Augusta                 |          | [ 4 ]                                                                            |
| 2. Aug. 2008  | 1    | Ironman 70.3 Steelhead    | Benton Harbor, Michigan | 03:32:13 | Das Rennen wurde ohne die Schwimmdistanz als Duathlon ausgetragen.               |
| 3. Mai 2008   | 3    | Wildflower Triathlon      | Lake San Antonio        |          |                                                                                  |
| 16. Aug. 2008 | 3    | Ironman 70.3 Lake Stevens | Lake Stevens            |          |                                                                                  |
| 2008          | 1    | Ironman 70.3 Cancún       | Cancún                  | 04:01:47 | Sieg in Mexiko                                                                   |
| 3. Mai 2007   | 2    | Wildflower Triathlon      | Lake San Antonio        |          |                                                                                  |
| 5. Mai 2006   | 2    | Wildflower Triathlon      | Lake San Antonio        |          |                                                                                  |
| 2006          | 1    | Ironman 70.3 Baja         | Ensenada                | 03:56:50 | [ 7 ]                                                                            |
| 2006          | 1    | Eagleman Ironman 70.3     | Cambridge (Maryland)    |          |                                                                                  |
| 2004          | 1    | Eagleman Ironman 70.3     | Cambridge (Maryland)    |          |                                                                                  |
| 3. Mai 2003   | 3    | Wildflower Triathlon      | Lake San Antonio        |          | auf der olympischen Distanz (1,5 km Schwimmen, 40 km Radfahren und 10 km Laufen) |
| 1. Mai 2001   | 3    | Wildflower Triathlon      | Lake San Antonio        |          | auf der olympischen Distanz (1,5 km Schwimmen, 40 km Radfahren und 10 km Laufen) |
| 2000          | 1    | Wildflower Triathlon      | Lake San Antonio        |          |                                                                                  |
| 26. Juli 1998 | 1    | Allgäu Triathlon          | Immenstadt              |          |                                                                                  |
| 26. Juli 1997 | 1    | Allgäu Triathlon          | Immenstadt              |          |                                                                                  |
| 10. Juli 1995 | 1    | Vineman Triathlon         | Santa Rosa              | 03:55:00 |                                                                                  |

| Datum/Jahr    | Rang | Wettbewerb                                      | Austragungsort                   | Zeit     | Bemerkung |
| ------------- | ---- | ----------------------------------------------- | -------------------------------- | -------- | --- |
| 24. März 2013 | 5    | Ironman Melbourne                               | Melbourne                        | 07:52:29 | Die Schwimmdistanz musste witterungsbedingt verkürzt werden                                                                       |
| 27. Juni 2004 | 1    | Ironman Coeur d’Alene                           | Idaho                            |          | |
| 4. Apr. 2004  | 2    | Ironman Australia                               | Forster                          |          | |
| 2002          | 2    | Ironman Wisconsin                               | Madison                          |          | |
| 20. Mai 2000  | 1    | Ironman California                              | Marine Corps Base Camp Pendleton | 08:56:10 | Sieger bei der Erstaustragung |
| 29. Mai 1999  | 2    | Ironman Brasil                                  | Porto Seguro                     | 08:45:16 | [ 8 ] |
| 5. Apr. 1998  | 2    | Ironman Australia                               | Forster                          |          | Zweiter hinter Peter Reid – nach Sprintentscheidung knapp vor der Ziellinie                                                       |
| 18. Okt. 1997 | DNF  | Ironman Hawaii                                  | Hawaii                           | –        | Chris Legh stürzte dehydriert 50 Meter vor dem Ziel und konnte das Rennen nicht beenden.                                          |
| 14. Apr. 1997 | 3    | Ironman Australia                               | Forster                          |          | |
| 7. Sep. 1996  | 11   | ITU Long Distance Triathlon World Championships | Muncie                           | 03:53:40 | Triathlon-Weltmeisterschaft auf der Langdistanz – Weltmeistertitel in der Team-Wertung, zusammen mit Greg Welch und Grant Webster |

| Datum/Jahr   | Rang | Wettbewerb                              | Austragungsort | Zeit     | Bemerkung                             |
| ------------ | ---- | --------------------------------------- | -------------- | -------- | ------------------------------------- |
| 19. Mai 2012 | 3    | ITU Cross Triathlon World Championships | Shelby County  | 02:14:11 | ITU-Weltmeisterschaft Cross-Triathlon |
| 5. Apr. 2008 | 1    | Xterra Australian Championship          | Daylesford     |          | [ 12 ]                                |
| 1. Okt. 2006 | 3    | Xterra USA National Championships       | Ogden (Utah)   |          |                                       |

| Datum/Jahr   | Rang | Wettbewerb                                     | Austragungsort | Zeit     | Bemerkung                                                             |
| ------------ | ---- | ---------------------------------------------- | -------------- | -------- | --------------------------------------------------------------------- |
| 2. Okt. 2015 | 1    | Powerman USA                                   | Michigan       | 02:56:03 | „Klassische“ Distanz (10 km Laufen, 60 km Radfahren und 10 km Laufen) |
| 7. Sep. 2014 | 8    | ITU Long Distance Duathlon World Championships | Zofingen       | 06:45:03 | Duathlon-Weltmeisterschaft auf der Langdistanz beim Powerman Zofingen |

| Datum/Jahr   | Rang | Wettbewerb             | Austragungsort | Zeit     | Bemerkung |
| ------------ | ---- | ---------------------- | -------------- | -------- | --------- |
| 6. Nov. 2016 |      | New-York-City-Marathon | New York City  | 02:34:19 | [ 14 ]    |

(DNF – Did Not Finish)